# Estedt
Estedt is een plaats en voormalige gemeente in de Duitse deelstaat Saksen-Anhalt en maakt als Ortschaft deel uit van de gemeente Gardelegen in de Landkreis Altmarkkreis Salzwedel.
Estedt telde begin 2022 353 inwoners. Het dorp ligt in het noorden van de gemeente Gardelegen aan de Bundesstraße 71.
In het dorp staat een bezienswaardige, 13e-eeuwse evangelisch-lutherse dorpskerk.
Zie verder onder Gardelegen.
Algenstedt · Berge · Breitenfeld · Dannefeld · Estedt · Gardelegen Stadt · Hemstedt · Hottendorf · Jävenitz · Jeggau · Jerchel · Jeseritz · Kassieck · Kloster Neuendorf · Köckte · Letzlingen · Lindstedt · Mieste · Miesterhorst · Peckfitz · Potzehne · Roxförde · Sachau · Schenkenhorst · Seethen · Sichau · Solpke · Trüstedt · Wannefeld · Wiepke · Zichtau